# فرانکلین لیکس (نیوجرسی)
فرانکلین لیکس (به انگلیسی: Franklin Lakes) شهری در ایالت نیوجرسی کشور ایالات متحده آمریکا است که جمعیت آن در سرشماری سال ۲۰۱۰ میلادی، ۱۰٬۵۹۰ نفر بوده‌است.